# کوری گلاور
کوری گلاور (انگلیسی: Corey Glover؛ زادهٔ ۶ نوامبر ۱۹۶۴) یک موسیقی‌دان اهل ایالات متحده آمریکا است.
از فیلم‌ها یا برنامه‌های تلویزیونی که وی در آن نقش داشته است می‌توان به جوخه اشاره کرد.